# Namibische parlementsverkiezingen 1989
De Namibische parlementsverkiezingen van 1989 vonden tussen 7 en 11 november 1989 plaats. De kiezers kozen een Grondwetgevende Vergadering die een grondwet moest opstellen voor het land, dat in maart 1990 zijn onafhankelijkheid van Zuid-Afrika verwierf. De Grondwetgevende Vergadering ging toen op in de Nationale Vergadering, het parlement van de republiek Namibië.

## Uitslag
De verkiezingen werden gewonnen door de South West African People's Organisation (SWAPO) van dr. Sam Nujoma. De verkiezingsoverwinning mondde uit in een groot feest van SWAPO-aanhangers in Windhoek en met name in de township Katutura. SWAPO was altijd fel tegenstander geweest van de bezetting van Namibië door Zuid-Afrika en voerde jarenlang een guerrillaoorlog om de onafhankelijkheid van Namibië als multiraciale staat te bewerkstelligen. SWAPO kreeg 384.567 stemmen, goed voor 41 van de 78 beschikbare zetels. De tweede partij van het land werd de Democratic Turnhalle Alliance van Dirk Mudge. De DTA, een samenwerkingsverband van diverse etnische partijen die tot dan toe aan de macht was, kreeg 191.532 stemmen, goed voor 21 zetels. De DTA kreeg vooral stemmen in de voormalige Zuidwest-Afrikaanse bantoestans (thuislanden), zoals Heroroland en Damaraland. Ook veel blanken en kleurlingen brachten hun stem uit op de DTA.
| Partij                                           | stemmen | %      | zetels |
| ------------------------------------------------ | ------- | ------ | ------ |
| South West African People's Organisation (SWAPO) | 384.567 | 57,33% | 41     |
| Democratic Turnhalle Alliance (DTA)              | 191.532 | 28,55% | 21     |
| United Democratic Front (UDF)                    | 37.874  | 5,65%  | 4      |
| Action Christian National (ACN)                  | 33.728  | 4,10%  | 3      |
| National Patriotic Front (NPF)                   | 10.693  | 1,59%  | 1      |
| Federal Convention of Namibia (FCN)              | 10.452  | 1,56%  | 1      |
| SWAPO Democrats                                  | 3.161   | 0,99%  | 0      |
| Totaal (opkomst 97%)                             |         | 100%   | 78     |
| Bron: Electoral Commission of Namibia            |         |        |        |

## Nasleep
Op 21 maart 1990 werd Namibië een onafhankelijke Afrikaanse staat. Sam Nujoma werd nu gekozen tot eerste president van Namibië. Hage Geingob werd de premier.

## Verwijzingen
1. 1 2  "Namibia rebel group wins vote but it falls short of full control" New York Times, 15 november 1989